# Карпело (Перуђа)
Карпело је насеље у Италији у округу Перуђа, региону Умбрија.
Према процени из 2011. у насељу је живело 134 становника. Насеље се налази на надморској висини од 305 м.